# Isacio Siguero Zurdo
Isacio Siguero Zurdo (n. Segovia, 3 de marzo de 1942) es oftalmólogo, y ha sido Presidente de la Organización Médica Colegial de España (16/04/2005 – 18/04/2009).

## Biografía
Se licenció en Medicina y Cirugía por la Universidad de Sevilla en 1965, y desde 1968 es especialista en Oftalmología por dicha Universidad. 
Entre 1982 y 1990 fue Secretario General de la Sociedad Oftalmológica de Andalucía y Extremadura. Y desde 1993 es miembro de la Academia Americana de Oftalmología.
Fue presidente del Colegio de Médicos de Sevilla (1994 - 2005), del Consejo Andaluz de Médicos (1998 - 2004), y del Consejo General de Colegios Oficiales de Médicos desde el año 2005 al 2009.
Actualmente consejero delegado de la sociedad Instituto Oftalmológico Andaluz.

## Distinciones
- 2007 Medalla de Oro del Colegio Oficial de Médicos de Segovia
- 2006 Colegiado de Honor con Emblema de Plata del Consejo General de Colegios Oficiales de Médicos de España
- 2006 Nombramiento de “Segoviano del Año”
- 2006 Medalla de Oro del Consejo Andaluz de Colegios de Médicos
- 2005 Medalla de Oro del Real e Ilustre Colegio Oficial de Médicos de Sevilla[4]
- 2000 Nombramiento de “Sevillano del Año” por el Club Rotary Internacional
- 2000 Admisión como Miembro de Mérito y Caballero de la Orden de San Clemente
- 2000 Miembro de Honor de la Sociedad Oftalmológica de Andalucía y Extremadura
- 2000 Gran Cruz de Justicia de la Orden Militar y Hospitalaria de San Lázaro de Jerusalén
- 2000 Miembro de la Real Institución de la Orden de “Caballeros  Hospitalarios de San Juan Bautista”

### Entrevistas
- Entrevista a Isacio Siguero, Presidente del Consejo General de Médicos. PR Noticias. 2008/02/15.

| Predecesor: Guillermo Sierra Arredondo | Presidente de la Organización Médica Colegial de España 2005-2009 | Sucesor: Juan José Rodríguez Sendín |